# Volo Air Canada 621
Il volo Air Canada 621 era un Douglas DC-8 che si schiantò vicino all'aeroporto di Toronto Pearson il 5 luglio 1970 durante la fase di atterraggio. Dopo questo scalo sarebbe dovuto ripartire per l'Aeroporto Internazionale di Los Angeles.
Tutti i 100 passeggeri e 9 membri dell'equipaggio a bordo rimasero uccisi, divenendo all'epoca il secondo incidente aereo più mortale del Canada.

## L'aereo
L'aereo coinvolto era un Douglas DC-8 serie 60, alimentato da quattro motori Pratt & Whitney JT3D e consegnato nuovo ad Air Canada solo tre mesi prima dell'incidente. Al momento dello schianto il DC-8 aveva accumulato appena 453 ore di volo. Era registrato come CF-TIW ed era il 526° DC-8 costruito nello stabilimento di assemblaggio di Long Beach. La serie 60 era una versione allungata del DC-8, più lunga di circa 11 metri rispetto ai modelli DC-8 delle serie 10 fino alla 50.

## L'incidente
Il comandante Peter Cameron Hamilton e il primo ufficiale Donald Rowland avevano già effettuato diversi voli insieme in precedenza; durante il briefing pre-atterraggio stavano discutendo su quando estendere gli spoiler una volta a terra. Convennero che sarebbe stato meglio non metterli nella posizione arm nella fase finale dell'avvicinamento, come specificato nella lista di controllo, temendo che potesse portare ad una loro attivazione involontaria. Il comandante preferiva non armarli affatto, ma estenderli manualmente direttamente una volta a terra, mentre il copilota preferiva farlo durante l'atterraggio. Nessuna delle due procedure discusse risultava approvata dalle procedure operative della compagnia, che stabilivano come gli spoiler dovevano essere armati durante i controlli pre-atterraggio. L'ingegnere di volo, Harry Gordon Hill, propose giustamente la loro attivazione secondo le direttive della compagnia, come evidenziato nella trascrizione del CVR.
Alla fine I piloti si accordarono sul fatto che quando il comandante ricopriva il ruolo di pilot flying, ovvero con il compito di pilotare il velivolo, il primo ufficiale avrebbe esteso gli spoiler a terra come ordinato dal suo superiore; quando toccava al primo ufficiale stare ai comandi, il comandante li avrebbe attivati in durante la flare come preferito dal copilota. La flare è una manovra eseguita appena prima che il carrello tocchi la pista e viene messa in atto per arrestare la discesa dell'aereo prima dell'atterraggio. Alzando il muso dell'aereo la portanza aumenta momentaneamente, riducendo la velocità di discesa così da permettere alle ruote principali di toccare delicatamente la pista evitando sollecitazioni eccessive. Durante la flare, i piloti normalmente portano le manette al minimo per ridurre la spinta dei motori. Un sensore posto sul gruppo del carrello di atterraggio principale segnala l'avvenuto touchdown e dispiega automaticamente gli spoiler, se armati. Questo azzera l'eventuale portanza rimanente e aiuta l'aereo a rallentare.

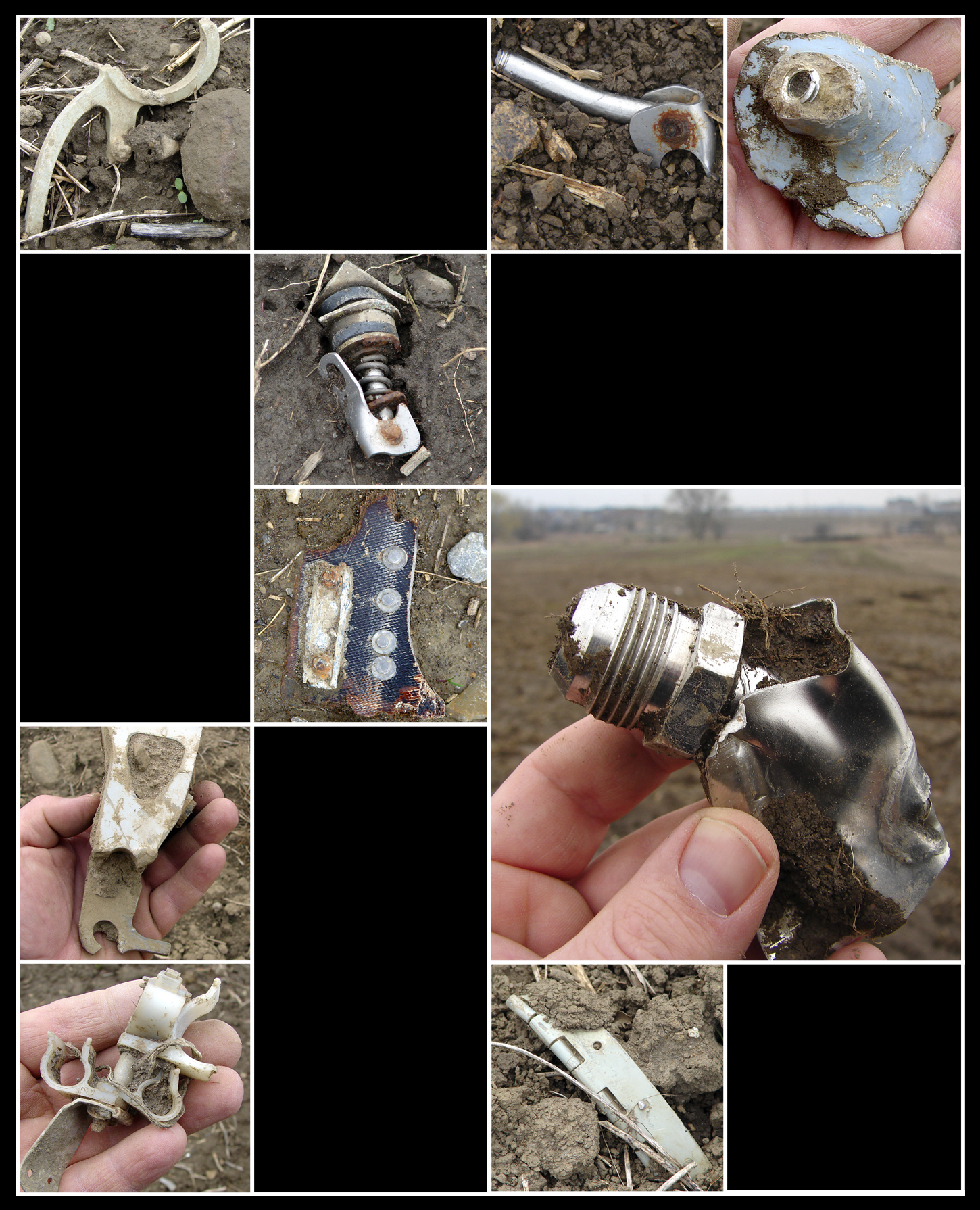
Alcuni pezzi del relitto recuperati dal sito dello schianto.

Per l'arrivo all'aeroporto di Toronto Pearson il comandante aveva il compito di pilotare l'aereo, ma dopo una breve discussione assecondò la richiesta del primo ufficiale. Quando il velivolo si trovava a sessanta piedi dalla pista, il comandante Hamilton iniziò a ridurre la potenza per preparare la flare e disse "Va bene" al primo ufficiale Rowland. Quest'ultimo, invece di armarli, li estese erroneamente. L'aereo iniziò ad inclinarsi pesantemente e il comandante, rendendosi conto di quello che era successo, tirò indietro la barra di comando e applicò la massima potenza di spinta a tutti e quattro i motori. Il muso si sollevò ma l'aereo continuò a scendere, colpendo la pista con un impatto tale che il motore numero quattro e il relativo pilone si staccarono dall'ala; l'assetto con il muso alto causò un tailstrike, con la coda che colpì il suolo. Rendendosi conto di quanto accaduto, Rowland iniziò a scusarsi con il comandante. Apparentemente ignaro della gravità del danno inflitto all'aereo, l'equipaggio impostò una riattaccata, ma il distaccamento del quarto motore aveva provocato uno squarcio nella fusoliera della parte inferiore dell'ala, causando una perdita di carburante che prese subito fuoco. Il primo ufficiale, in contatto con il controllore del traffico aereo, richiese un secondo tentativo di atterraggio sulla stessa pista, ma gli venne riferito che era stata chiusa (a causa dei detriti che il DC-8 aveva perso) ed era stato diretto su un'altra pista.
Due minuti e mezzo dopo la prima collisione, la sezione fuoribordo dell'ala destra sopra il motore numero quattro esplose, provocando la rottura di parti dell'ala. Sei secondi dopo questa esplosione, un'altra si verificò nell'area del motore numero tre, causando la rottura del pilone e del motore e la sua caduta a terra in fiamme. Sei secondi e mezzo dopo la seconda esplosione, una terza distrusse la maggior parte dell'ala destra, compresa la punta. L'aereo entrò in una violenta picchiata, schiantandosi al suolo ad una velocità di circa 220 nodi (410 km/h) e uccidendo tutti i 100 passeggeri e i nove membri dell'equipaggio a bordo.
L'impatto avvenne in un campo agricolo situato vicino a quelle che ora sono Castlemore Road e McVean Drive a Brampton, in Ontario. I resoconti del memoriale e dei testimoni all'epoca riferirono che lo schianto era avvenuto a Woodbridge. Questo perché nel 1970, prima dell'espansione urbana incontrollata e dei cambiamenti nei confini municipali, il sito era più vicino a Woodbridge che a Brampton.
I rottami e i resti degli occupanti, compresi vestiti ed effetti personali, furono sparsi per oltre 90 metri dal punto in cui l'aereo precipitò. L'impatto al suolo provocò un cratere profondo circa 30 metri, a meno di 60 metri dalla casa della famiglia Burgsma, in cui vivevano 10 persone, con l'esplosione che polverizzò i vetri delle finestre.
Questo fu il primo incidente di Air Canada con vittime e la prima perdita di un DC-8-63. Nel novembre 1963, un altro DC-8, il volo 831 della Trans-Canada Air Lines (il precursore di Air Canada), anch'esso diretto da Montreal a Toronto, precipitò causando la morte di 118 persone.

## Le indagini
Venne istituita una commissione d'inchiesta per indagare sull'incidente. Pubblicò il suo rapporto ufficiale il 29 gennaio 1971, in cui l'incidente fu attribuito a un errore del pilota. Vennero fornite otto raccomandazioni, tra cui la leva di attivazione degli spoiler che doveva essere progettata in modo tale da non poter essere attivata mentre il DC-8 è in volo, che il produttore doveva rafforzare l'integrità strutturale del velivolo nella zona delle ali e del serbatoio del carburante e che i manuali di formazione di Air Canada avrebbero dovuto chiarire le procedure operative relative alla preparazione e allo spiegamento degli spoiler.

## Conseguenze
Il recupero e l'identificazione dei corpi dopo lo schianto procedettero lentamente a causa della necessità di scavare il cratere dell'impatto a una profondità significativa. Più di 20 dei passeggeri erano cittadini degli Stati Uniti, tutti elencati come provenienti dal sud della California.
Il 30 luglio 1970 52 vittime, 49 delle quali identificate, furono sepolte nel cimitero di Mount Pleasant e nel maggio 1971 furono eretti un obelisco e un monumento in pietra (Plot 24-1) nel sito, con tutti i 109 nomi delle vittime incisi. Nel 1979 Air Canada aggiunse al cimitero un ulteriore memoriale su questo incidente.
Nel giugno 2002 Paul Cardin, residente a Castlemore, ispirato da un articolo del Toronto Sun del novembre 2001 che rivisitava la scena dell'incidente del volo 621, scoprì dei pezzi di aereo e possibili frammenti di ossa umane nel sito. La polizia regionale di Peel indagò sui risultati e in seguito stabilì che le ossa non erano di origine recente, ma provenivano dall'incidente. Le continue ricerche sul luogo dell'incidente da parte dell'archeologa Dana Poulton e del gruppo Amici del Volo 621 (un gruppo di difesa con sede a Brampton fondato da Cardin) portarono alla luce centinaia di ulteriori frammenti di ossa umane.

## Dedica del giardino commemorativo nel 2013
Dall'incidente, l'area circostante il luogo dell'incidente stesso ha subito una significativa urbanizzazione residenziale. Nel gennaio 2007 i proprietari terrieri, in collaborazione con i promotori immobiliari, presentarono una domanda per designare una sezione del luogo dell'incidente come cimitero e giardino commemorativo. Il memoriale è stato ufficialmente inaugurato il 7 luglio 2013 nel sito vicino a Degrey Drive e Decorso Drive dell'attuale Brampton.
Il piccolo parco commemorativo, di circa un terzo di ettaro (~ 3.000 metri quadrati), contiene lillà e 109 targhe di granito bianco lucido disposte in una configurazione casuale all'interno di un letto di pietre da pavimentazione in granito nero. Una placca di granito nero lucido che elenca tutti i nomi delle vittime è montata su un grande masso di granito rosa. Diarmuid Horgan, coordinatore del sito commemorativo, disse che sperava che la cerimonia di dedica avrebbe aiutato le famiglie delle vittime a trovare conforto.

## Nella cultura di massa
Gli eventi dell'incidente sono stati mostrati in un episodio del documentario del canale History Disasters of the Century, intitolato "Out of the Blue".